# Gesamtgemeinde
Gesamtgemeinde ist der Überbegriff für verbandliche Organisationsformen meist kleinerer Gemeinden. Der Begriff wurde von Hans Julius Wolff geprägt.
Zu den Gesamtgemeinden gehören:
- das Amt in Brandenburg (AmtsO), Mecklenburg-Vorpommern (§§ 125 ff. KV) und Schleswig-Holstein (AmtsO)
- Gemeindeverwaltungsverbände in Baden-Württemberg (§§ 59 ff. GO), Hessen (§ 30 KGG)
- Samtgemeinden in Niedersachsen (§§ 71 ff. GO)
- Verwaltungsgemeinschaften in Bayern (VerwaltungsgemeinschaftsO), Sachsen (Gesetz über die kommunale Zusammenarbeit, SächsKomZG), Sachsen-Anhalt (§§ 75 ff. GO) und Thüringen (§§ 46 ff. KO)
- Verwaltungsverbände in Sachsen (§ 3 ff. SächsKomZG)